# National Geographic Traveler
National Geographic Traveler este o revistă publicată de către National Geographic Society în Statele Unite, lansată în 1984. Se publică ediții în limbi locale în Armenia, Belgia/Țările de Jos, China, Croația, Cehia, Indonezia, America Latină, Israel, Polonia, România, Rusia, Slovenia și Spania. În decembrie 2010, a fost lansată o ediție de limbă engleză dedicată Regatului Unit.
Redactor-șef este Keith Bellows și între alți redactori se numără Deena Guzder⁠(en)[traduceți], Christopher Elliott⁠(en)[traduceți], Boyd Matson⁠(en)[traduceți] și Andrew McCarthy.